# Dylan McGowan
Dylan McGowan (Adelaide, 6 agosto 1991) è un calciatore australiano, difensore dell'Hamilton Academical.

## Biografia
È nato ad Adelaide da genitori scozzesi, originari di Glasgow. È il fratello minore di Ryan McGowan, militante nel Bradford City.

## Carriera

### Club
Cresciuto in Australia nei Para Hills Knights, venne messo sotto contratto dagli Hearts of Midlothian nel 2010. Nel dicembre dello stesso anno venne mandato in prestito all'East Fife, e nel giugno 2012 venne ceduto nuovamente in prestito al Gold Coast United  sino a fine stagione. Tornato dal suo prestito viene reinserito nella rosa dell'Heart of Midlothian.
Il 16 maggio 2017 si trasferisce in Portogallo al Paços de Ferreira. Otto mesi dopo, siccome non ha mai giocato con la squadra portoghese, nel mercato invernale viene ceduto in prestito in Corea del Sud al Gangwon.

### Nazionale
Ha giocato con la rappresentativa Under-20 dell'Australia, dove ha totalizzato 28 presenze e 4 gol segnati. Debutta in Nazionale maggiore subentrando al 78º minuto dell'amichevole persa per 0-4 contro il Brasile.

## Statistiche

### Presenze e reti nei club
Statistiche aggiornate al 10 gennaio 2018.
| Stagione            | Squadra             | Campionato          | Campionato | Campionato | Coppe nazionali | Coppe nazionali | Coppe nazionali | Coppe continentali | Coppe continentali | Coppe continentali | Altre coppe | Altre coppe | Altre coppe | Totale | Totale |
| Stagione            | Squadra             | Comp                | Pres       | Reti       | Comp            | Pres            | Reti            | Comp               | Pres               | Reti               | Comp        | Pres        | Reti        | Pres   | Reti   |
| ------------------- | ------------------- | ------------------- | ---------- | ---------- | --------------- | --------------- | --------------- | ------------------ | ------------------ | ------------------ | ----------- | ----------- | ----------- | ------ | ------ |
| 2010-2011           | East Fife           | SLO                 | 23         | 1          | CS+CdL          | 2+0             | 0               | -                  | -                  | -                  | -           | -           | -           | 25     | 1      |
| 2011-2012           | Gold Coast United   | AL                  | 18         | 0          | -               | -               | -               | -                  | -                  | -                  | -           | -           | -           | 18     | 0      |
| 2012-2013           | Hearts              | SPL                 | 19         | 0          | CS+CdL          | 0+3             | 0               | UEL                | 0                  | 0                  | -           | -           | -           | 22     | 0      |
| 2013-2014           | Hearts              | SP                  | 37         | 0          | CS+CdL          | 1+4             | 0               | -                  | -                  | -                  | -           | -           | -           | 42     | 0      |
| Totale Hearts       | Totale Hearts       | Totale Hearts       | 56         | 0          |                 | 8               | 0               |                    | 0                  | 0                  |             | -           | -           | 64     | 0      |
| 2014-2015           | Adelaide Utd        | AL                  | 24+2       | 1          | FFA Cup         | 4               | 0               | -                  | -                  | -                  | -           | -           | -           | 18     | 0      |
| 2015-2016           | Adelaide Utd        | AL                  | 27+2       | 1+1        | FFA Cup         | 2               | 1               | ACL                | 1                  | 0                  | -           | -           | -           | 32     | 3      |
| 2016-2017           | Adelaide Utd        | AL                  | 27         | 4          | FFA Cup         | 1               | 0               | ACL                | 5                  | 1                  | -           | -           | -           | 33     | 5      |
| Totale Adelaide Utd | Totale Adelaide Utd | Totale Adelaide Utd | 78+4       | 6+1        |                 | 7               | 1               |                    | 6                  | 1                  |             | -           | -           | 95     | 9      |
| 2017-gen. 2018      | Paços de Ferreira   | PL                  | 0          | 0          | TdP+TdL         | 0+1             | 0               | -                  | -                  | -                  | -           | -           | -           | 1      | 0      |
| Totale carriera     | Totale carriera     | Totale carriera     | 175+4      | 7+1        |                 | 18              | 1               |                    | 6                  | 1                  |             | -           | -           | 203    | 10     |

### Cronologia presenze e reti in nazionale
| Cronologia completa delle presenze e delle reti in nazionale ― Australia | Cronologia completa delle presenze e delle reti in nazionale ― Australia | Cronologia completa delle presenze e delle reti in nazionale ― Australia | Cronologia completa delle presenze e delle reti in nazionale ― Australia | Cronologia completa delle presenze e delle reti in nazionale ― Australia | Cronologia completa delle presenze e delle reti in nazionale ― Australia | Cronologia completa delle presenze e delle reti in nazionale ― Australia | Cronologia completa delle presenze e delle reti in nazionale ― Australia |
| Data                                                                     | Città                                                                    | In casa                                                                  | Risultato                                                                | Ospiti                                                                   | Competizione                                                             | Reti                                                                     | Note                                                                     |
| ------------------------------------------------------------------------ | ------------------------------------------------------------------------ | ------------------------------------------------------------------------ | ------------------------------------------------------------------------ | ------------------------------------------------------------------------ | ------------------------------------------------------------------------ | ------------------------------------------------------------------------ | ------------------------------------------------------------------------ |
| 13-6-2017                                                                | Melbourne                                                                | Australia                                                                | 0 – 4                                                                    | Brasile                                                                  | Amichevole                                                               | -                                                                        | 78’                                                                      |
| Totale                                                                   |                                                                          | Presenze                                                                 | 1                                                                        |                                                                          | Reti                                                                     | 0                                                                        |                                                                          |

## Palmarès
- Campionato australiano: 1

Adelaide Utd: 2015-2016
- FFA Cup: 1

Adelaide Utd: 2014
- Scottish Challenge Cup: 1

Hamilton Academical: 2022-2023